# Jamestown (Dakota Północna)
Jamestown – miasto w Stanach Zjednoczonych, w stanie Dakota Północna, siedziba administracyjna hrabstwa Stutsman.